# Кріс Брайант
Крістофер Джон Брайант (англ. Christopher John Bryant; нар. 11 січня 1962, Кардіфф, Ґламорґан, Уельс) — британський політик з Лейбористської партії, член Парламенту від округу Rhondda з 2001 року і тіньовий міністр з питань реформи системи соціального забезпечення з 2013 року. Раніше він обіймав посади міністра у справах Європи (2009–2010) і заступника голови Палати громад (2008–2009).
Брайант раніше працював англіканським вікарієм, журналістом BBC.
Є відкритим геєм.